# 艾哈迈德·萨马尼
阿布·纳斯尔·艾哈迈德·本·伊斯梅尔·萨马尼（波斯語：ابو نصر احمد بن اسماعیل سامانی，？—914年1月24日），萨曼王朝埃米尔，在位于907年至914年间，伊斯梅尔·萨马尼之子。他也被称为“殉教的埃米尔”（Martyred Amir）。

## 深入阅读
- Frye, R.N. . Frye, R.N.  (编). . Cambridge: Cambridge University Press. 1975: 136–161  [2021-04-26]. ISBN 0-521-20093-8. （原始内容存档于2021-01-23）.
- Bosworth, C. E. . I.B.Tauris. 2011: 1–169  [2021-04-26]. ISBN 978-1-84885-353-9. （原始内容存档于2021-01-23）.

| 前任者： 伊斯梅尔·本·艾哈迈德 | 萨曼王朝埃米尔 907–914年 | 繼任者： 纳斯尔二世 |

Template:Samanid Rulers